# Tramwaje w Quito
Tramwaje w Quito − zlikwidowany system komunikacji tramwajowej w stolicy Ekwadoru, Quito. 

## Historia
Pierwsze plany budowy tramwajów w Quito powstały w 1892, 1897 i 1904. Spółka Quito Tramways Company rozpoczęła budować system tramwajów elektrycznych w 1911. Pierwszą linię tramwajową łączącą dworzec kolejowy z centrum miasta otwarto 8 października 1914. Szerokość toru wybudowanej linii wynosiła 1067 mm. W 1921 nowa spółka Compania Nacional de Tranvías rozpoczęła budowę linii tramwaju benzynowego do Cotocollao. Linię tramwajową o długości 9 km i szerokości toru 1067 mm otwarto 22 czerwca 1923. W 1926 zreorganizowano spółkę Compañía Nacional de Tranvías i połączono ją ze spółką Quito Tramways Company. W 1928 zlikwidowano linię tramwaju benzynowego i około 1948 sieć tramwajów elektrycznych. 
Zajezdnia tramwajowa znajdowała się przy Av. 18 de Septiembre (obecnie róg Calle Jorge Washington).

## Linie
W mieście istniały dwie linie tramwajów elektrycznych:
- dworzec Chimbacalle − cmentarz San Diego
- dworzec Chimbacalle − Av. Colón

i jedna tramwaju benzynowego:
- Av. Colón − Cotocollao

## Tabor
17 lutego 1914 zamówiono 4 tramwaje dwuosiowe w firmie JG Brill w Filadelfii. W 1915 zamówiono 2 czteroosiowe tramwaje i 2 dwuosiowe w 1916. Łącznie w mieście było 8 wagonów tramwaju elektrycznego.  